# Wurtzit
Wurtzit är ett hexagonalt ovanligt mineral med zink och svavel, en zinksulfid ZnS som även betecknas β-ZnS till skillnad från det polymorfa mineralet zinkblände vilket ibland betecknas α-ZnS och kristalliserar i det kubiska systemet. Wurtzit är metastabilt (stabilt över 1020 °C) och är en högtemperaturmodifikation till zinkblände. Vanligtvis kan en del zink ersättas (substitueras) med järn så formeln brukar skrivas (Zn,Fe)S. Wurtzit bildar mörkt rödbruna till svarta radialstråliga krustor och aggregat eller sällsynt tavelformade kristaller. En röd genomskinlig manganhaltig varietet, (Zn,Mn)S, kallas erytrozinkit men det är inte ett namn godkänt av International Mineralogical Association, IMA.
Flera av wurtzitens egenskaper liknar dem för zinkblände varför det är svårt att med enkla medel särskilja de båda olika mineralen.
I några gruvor är wurtzit ett väsentligt malmmineral.

## Särskilda egenskaper
Vid rostning – upphettning med luft(syre)tillförsel - omvandlas wurtzit till zinkoxid. Tidigare användes denna egenskap i blåsrörsanalys för att kvalitativt påvisa zink. Zinkoxiden sublimerar men en del avsätter sig som en beläggning på träkolet. I hett tillstånd är beläggningen gul men blir typiskt vit när den svalnat.
Wurtzit från Tsumeb Namibia fluorescerar orange i såväl kortvågigt (excitering 254 nm) som långvågigt (excitering cirka 337 nm) ultraviolet ljus. Aktivator är mangan, Mn2+.
Wurtzit är ett uniaxialt positivt mineral. Wurtzit är ett piezoelektriskt mineral.

## Etymologi och historia
Mineralet beskrevs första gången av den franske kemisten och mineralogen Charles Friedel år 1861 som namngav det efter sin lärare Charles Adolphe Wurtz. De kemiska egenskaperna var lika de för zinkblände men kristallformen talade emot. Bland annat mätte han vinkeln mellan några pyramidytor till 129°, ett värde nära det för pyramidytor i greenockit.
De prover som Friedel undersökte hade hittats i gruvan San José nära staden Oruro i de bolivianska Anderna och platsen är typlokal för wurtzit. 

## Klassning
I den sedan 2001 av (International Mineralogical Association) IMA använda 9:e upplagan av Nickel-Strunz klassifikationssystem inordnas wurtzit i mineralklassen ”sulfider och sulfosalter” och där i gruppen ”metallsulfider med lika förhållande metall till svavel (M:S = 1:1 och liknande). Wurtzit har fått ge namn åt undergruppen wurtzitgruppen där cadmoselit, greenockit, rambergit utöver wurtzit ingår.

## Bildning och fyndlokaler
Wurtzit bildas som många andra sulfider som utfällningar ur hydrotermala lösningar. Naturligt bildad wurtzit innehåller oftast järn, mangan och kadmium. Hög halt av kadmium befrämjar bildning av wurtzit i stället för zinkblände.
Utöver typlokalen San José-gruvan vid Uoro förekommer wurtzit i ett flertal gruvor i Bolivia. De hittills största (upp till fyra centimeter) och bästa wurtzitkristallerna har hittats i Bolivia. I Talnach (Талнах) i Sibirien (Ryssland) har upp till tre centimeter välutbildade kristaller hittats. Förekomst av wurtzit i Sverige är ovanlig men har rapporterats från Kogruvan i Värmland och Bersbo gruvor i Östergötland.

## Morfologi

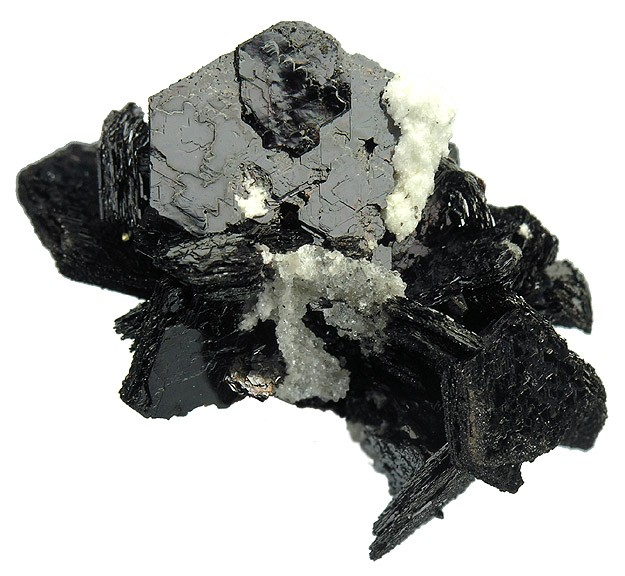
Wurtzit i hexagonalt och tabulärt bildade kristaller från gruvan Yaogangxian (瑶岗仙矿), Hunan, Kina

Wurtzit uppträder ofta som radialstråliga aggregat av nål- och pelarformiga kristaller tillsammans med zinkblände i så kallad schalenblende. Wurtzitaggregaten liknar då i form den som stibnit har. Mera sällan bildas enkristaller mest som ofullkomliga pyramider (basyta i ena änden och spets i den andra). Sällsynt bildas tavelformiga kristaller där den övre och undre ytan löper parallell med basytan. I detta fall är pyramidytorna dåligt utbildade.

## Kristallstruktur
| Strukturtyp Wurtzit             |                             |
| Kristallsystem                  | hexagonala                  |
| Rymdgrupp                       | P63mc                       |
| Gitterparameter (Elementarcell) | a (= b) = 3,82 Å c = 6,26 Å |
| Antal (Z) Formelenheter         | Z = 2                       |

Animering av strukturtypen wurtzit.

 Wurtzit tillhör det hexagonala kristallsystemet, rymdgrupp P63mc(rymdgruppsnummer 186) med gitterparameter a = 3,82 Å och c = 6,26 Å. I elementarcellen ingår två formelenheter, (2[ZnS]). Mineralet har fått ge namn åt strukturtypen wurtzit-struktur som har hexagonal tätpackning med lagerföljden … ABAB … längs c-axeln. Varje zinkatom är omgiven av fyra tetraedriskt ordnade svavelatomer och varje svavelatom har fyra tetraedriskt orienterade zinkatomer som närmsta granne. Endast varannan möjlig tetraeder av svavelatomer har en (1) zinkatom. Detsamma gäller omvänt, alltså varannan möjlig tetraeder av zinkatomer har en (1) svavelatom. Både zinkatomerna och svavelatomerna har koordinationstalet 4.